# Josep Soler i Aloy
Josep Soler i Aloy (Vic, 1851 - 1916) fou un advocat, propietari i polític català, diputat a les Corts Espanyoles durant la restauració espanyola.
Llicenciat en dret, fou jutge municipal i secretari de la Junta de Cementiris. Tingué una vida social molt activa, defensant els interessos del Gremi d'Adobadors de Pell de Vic i secretari del Casino Vicense. Membre del Partit Liberal Fusionista, fou regidor de l'ajuntament de Vic i alcalde de juliol de 1887 a desembre de 1889, de gener de 1894 a juliol de 1895 i de 1899 a 1903. També fou diputat provincial de la Diputació de Barcelona el 1896 i diputat al Congrés dels Diputats pel districte de Vic a les eleccions generals espanyoles de 1898. Formà part de la Comissió que va portar un missatge a la reina regent sobre qüestions d'interès de Vic i fou destituït el 23 de febrer de 1903 per pressions del conservador Josep Sala i Molas, qui el substituí com a alcalde.